# Золх
Золх — посёлок в Прокопьевском районе Кемеровской области. Входит в состав Сафоновского сельского поселения.

## География
Центральная часть населённого пункта расположена на высоте 431 м над уровнем моря.

## Население
| 2010 |
| ---- |
| 11   |

### Половой состав
По данным Всероссийской переписи населения 2010 года, в посёлке Золх проживало 11 человек (6 мужчин и 5 женщин).